# Robledo de Omaña
Robledo de Omaña es una localidad del municipio leonés de Riello, en la Comunidad Autónoma de Castilla y León. El pueblo se encuentra ubicado en la parte alta del valle formado por el Río de Ariegos, y está formado por dos barrios: uno dispuesto al lado de la carretera LE-4408, donde se encuentra, a las afueras, la iglesia parroquial y el cementerio; y el otro al lado de la carretera LE-4425. 
La iglesia parroquial está dedicada a san Pedro Apóstol.

## Historia
Así se describe a Robledo de Omaña en el tomo XIII del Diccionario geográfico-estadístico-histórico de España y sus posesiones de Ultramar, obra impulsada por Pascual Madoz a mediados del siglo XIX:

Robledo de Riello: lugar en la provincia de León, partido judicial de Murias de Paredes, diócesis de Oviedo, audiencia territorial y capitanía general de Valladolid, ayuntamiento de Riello. Situado cerca de las montañas del Cuartero; su clima es frío, sus enfermedades más comunes catarros y reumas. Tiene 24 casas; iglesia parroquial (San Pedro) matriz de Lariego de Arriba y Villarino, servida por un cura de ingreso y patronato laical, y buenas aguas potables. Confina con Villadepán, Cornombre y La Vid. El terreno es montuoso. Los caminos son locales y escabrosos. Producciones: mucho centeno y excelentes pastos para el ganado que cría, que es lo que constituye su principal riqueza. Población: 24 vecinos, 96 almas. Contribución: con el ayuntamiento.
Diccionario geográfico-estadístico-histórico de España y sus posesiones de Ultramar

## Localidades limítrofes
Confina con las siguientes localidades:
- Al norte con Curueña.
- Al este con La Urz.
- Al sureste con Villarín de Riello.
- Al suroeste con Guisatecha, El Castillo y Santibáñez de Arienza.
- Al este con Arienza.

## Evolución demográfica
Evolución de la población
| Gráfica de evolución demográfica de Robledo de Omaña entre 2000 y 2017 |
|                                                                        |
| Población de derecho (2000-2017) según el padrón municipal del INE     |